# Sheamus

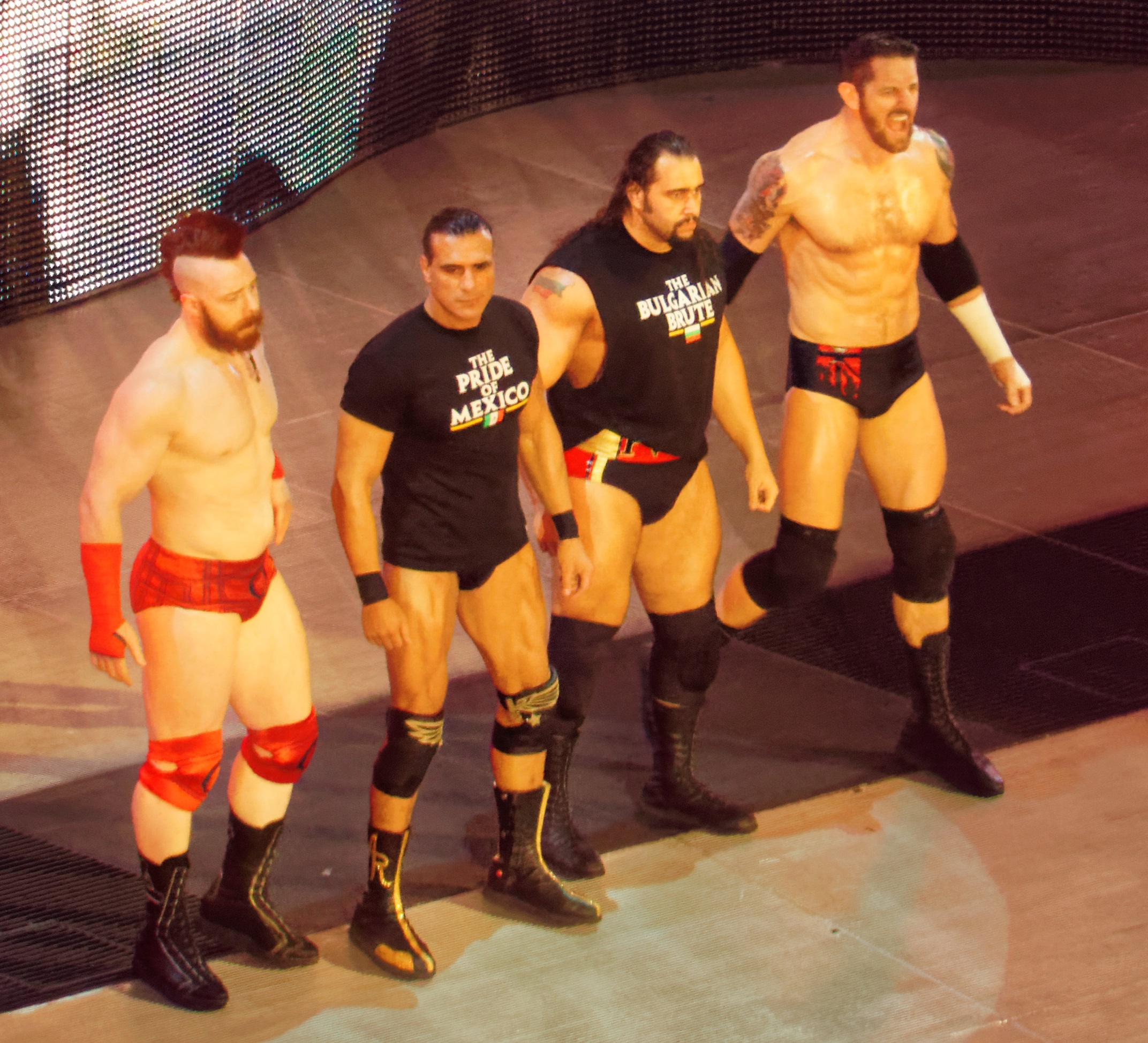
League of Nations, 2016

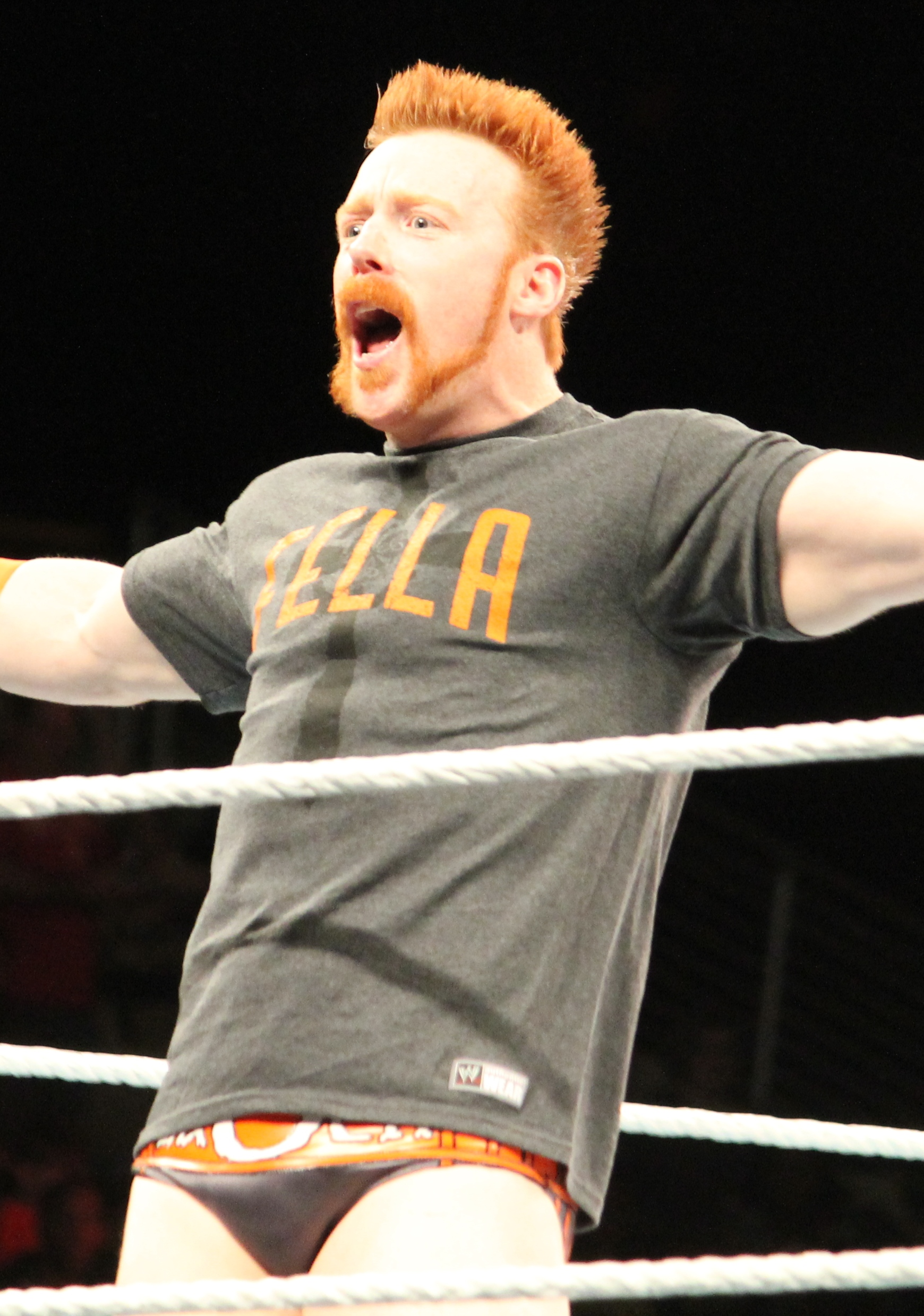
Sheamus, 2014

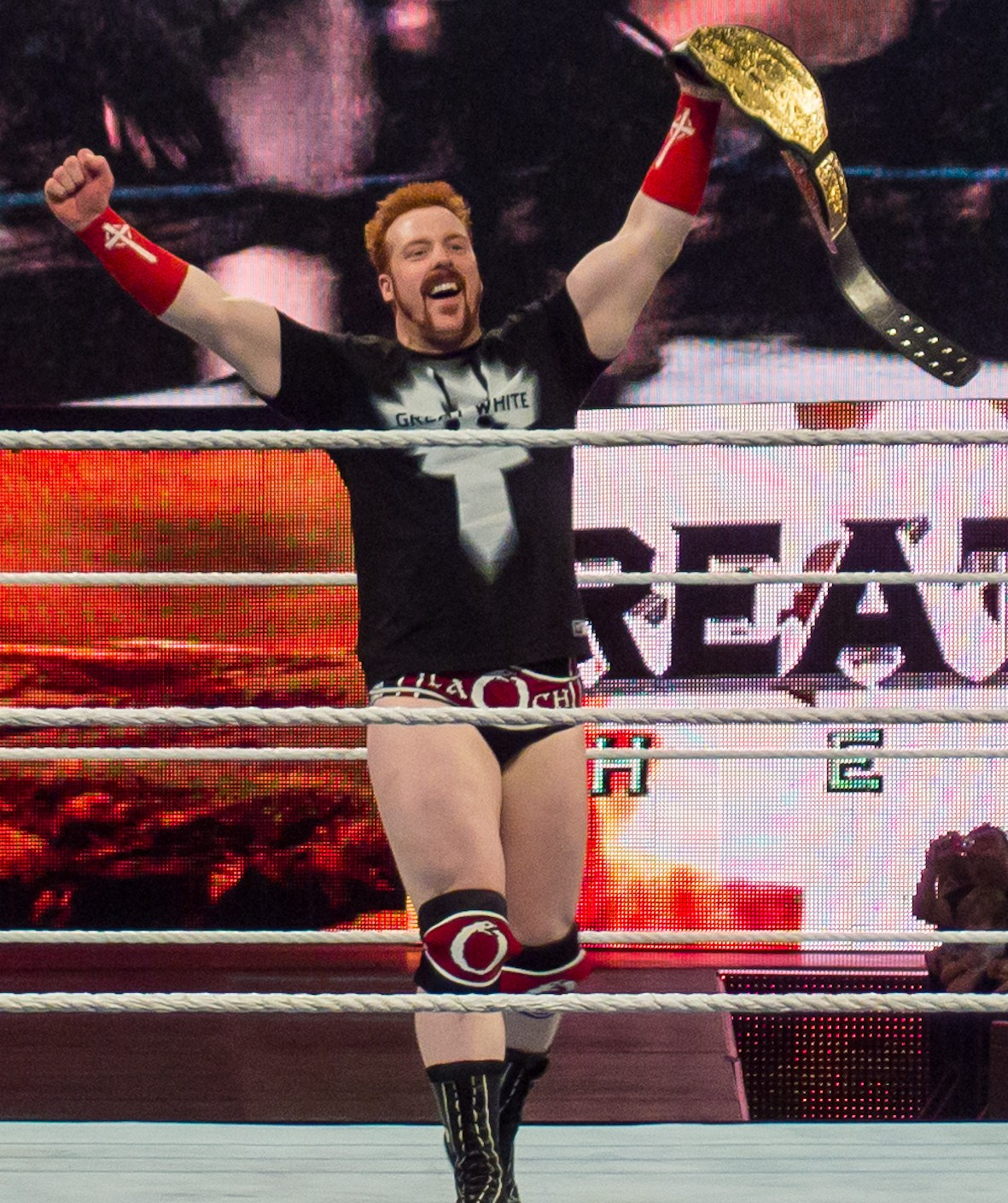
Nehézsúlyú bajnok, 2012

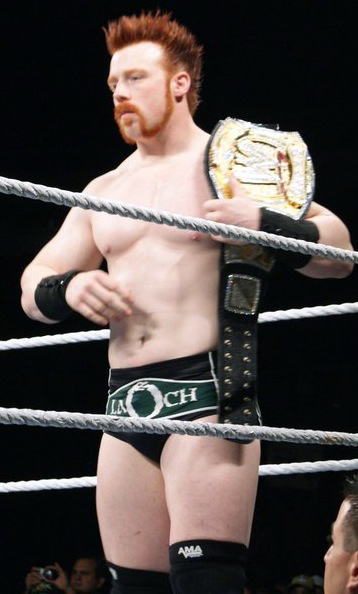
WWE bajnok, 2010

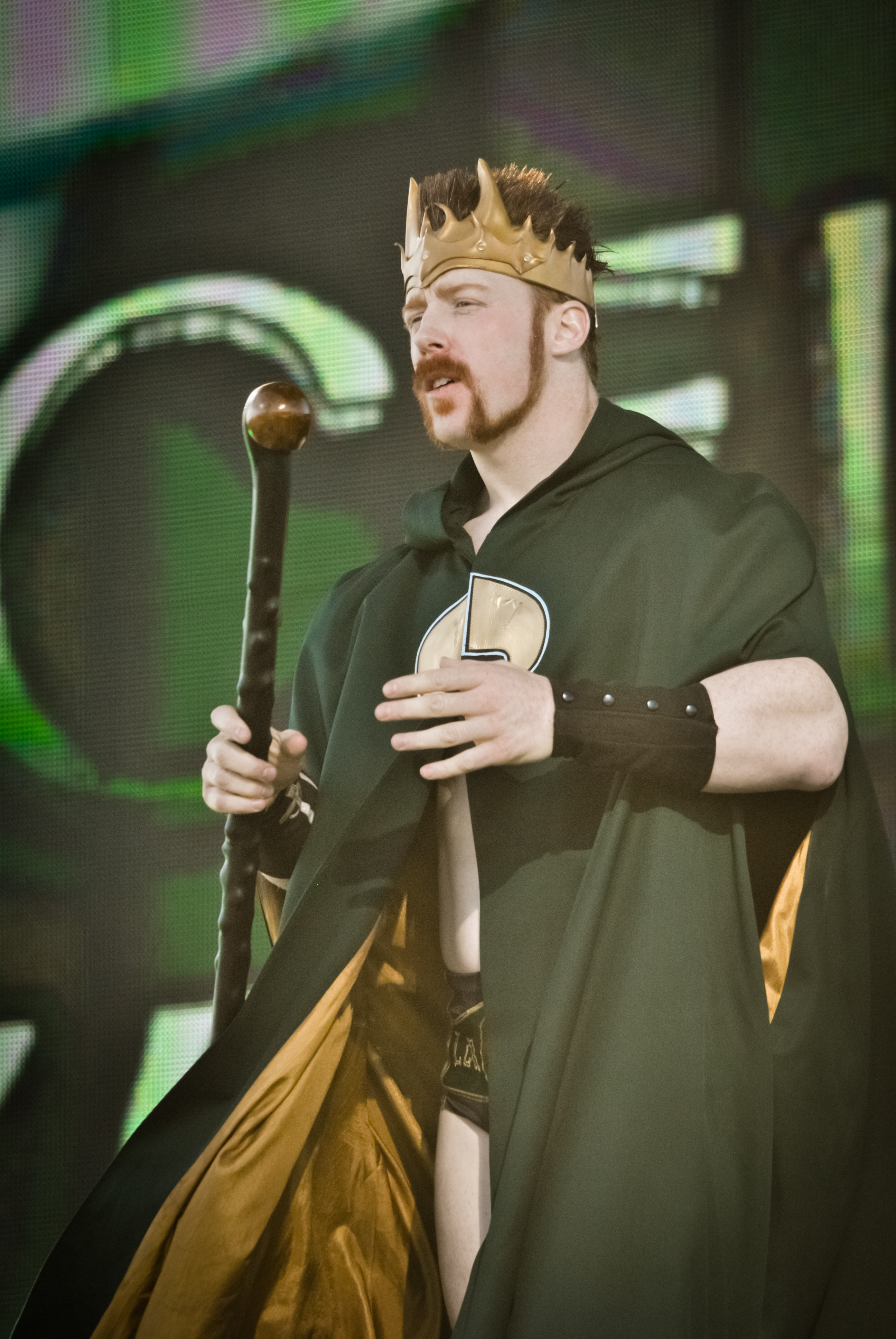
King Sheamus, 2010

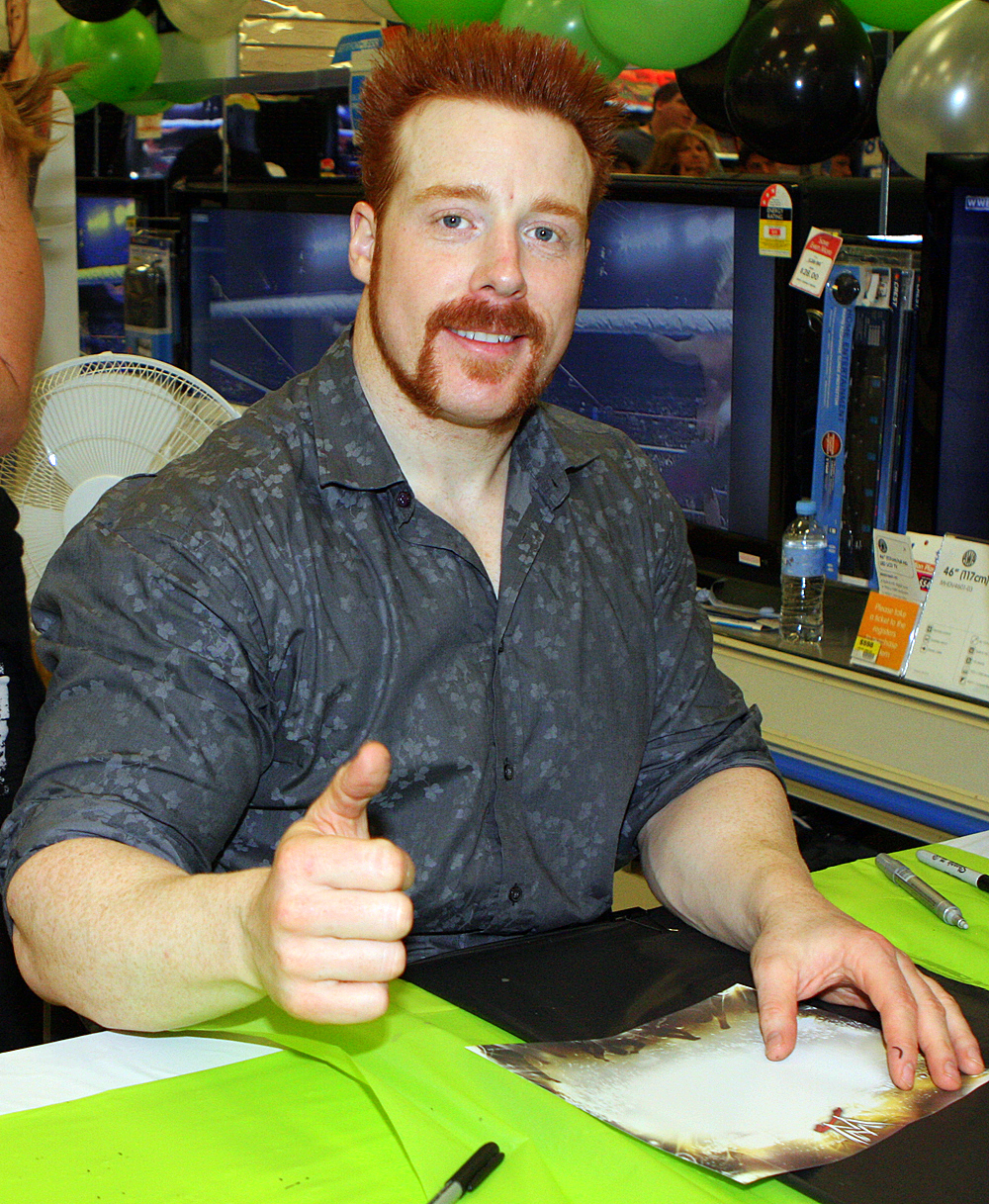
Sheamus 2012-ben

Stephen Farrelly (írül: Stíofán Ó Fearghaile) (1978. január 28.) ír pankrátor és színész, aki Sheamus néven vált ismertté. A WWE igazolt pankrátora és a SmackDown című műsor egyik legnagyobb sztárja.
Sheamus már a WWE-vel kötött szerződése előtt is elismert pankrátor volt hazájában. A Nehézsúlyú Világbajnoki öve mellett 2 WWE Bajnoki címmel valamint 2 WWE U.S. Champion címmel is büszkélkedhet. Sheamus megnyerte a 2010-es King of the Ringet, a 2012-es Royal Rumble meccset, valamint a 2015-ös Money in the Bank meccset is.

## Élete

### Fiatalkora
Sheamus Dublinban született és nőtt fel. Folyékonyan beszél írül. Gyermekkorában kórusban énekelt, főiskolás évei alatt pedig rögbizett.
Korábban biztonsági őrként dolgozott többek között Bonónak és Larry Mullennek a U2 zenekarból.

### Kezdetek (2002-2004)
Sheamus rendszeresen nézte a WWE műsorait, innen jött az inspiráció. 2002 áprilisában kezdett edzeni, és 6 héttel később már debütált Sheamus O'Shaunessy néven. Nem sokkal később súlyos nyaksérülést szenvedett, ezért két évet kihagyott.

### Karaktere
Sheamus nem akarta, hogy az írekről mindenkinek csak az alkoholizmus és a manók jussanak az eszébe, ezért saját karakterét egy kelta hősként jeleníti meg. Jelképeként pedig egy kereszt és egy kelta kard kombinációját választotta.

### Irish Whip Wrestling (2004–2006)
2004 májusában leszerződött egy újonnan indult dublini pankrátorszövetséggel, az IWW-vel (Irish Whip Wrestling). Sheamus egyre inkább befutott, és lassan a szövetség legnagyobb alakjává vált. Kétszer nyerte meg a szövetség International Heavyweight Champion címét. Sőt idővel az egész szigetország egyik legjobbja lett.

### World Wrestling Entertainment
2006. november 13-án, a WWE Raw manchesteri műsorában Sheamus tagja volt a D-Generation X biztonsági csapatának. Ezután Triple H kiosztott neki egy Pedigree-t (Triple H befejező mozdulata). Ezután több próbameccsen is szerepelt, míg egy fejlesztési szerződést írt alá a WWE-vel.

### Florida Championship Wrestling 2007-2009
2007. október 2-án debütált az FCW-ban. Nem volt hosszabb rivalizálása senkivel, ennek ellenére rendszeresen részt vett meccseken. 2 év alatt megszerezte az FCW Tag Team Bajnoki és Nehézsúlyú Bajnoki övét is. 2010 májusától rendszeresen szerepelni kezdett a Raw című műsorban, és volt két műsoron kívüli győztes meccse is.

### Felemelkedése 2009-2011
2009. június 30-án debütált az ECW-ban. Sheamus erős rivalizálásba keveredett Goldusttal, majd Shelton Benjaminnal. Ez az ellentét megszakadt, mivel Sheamus a Raw-ra került át, ahol Jamie Noble lett a legnagyobb ellenfele. Ez az ellentét sem volt hosszú, mert Noble visszavonult. November 16-án Sheamus megtámadta Jerry Lawlert, a WWE kommentátorát. Egy héttel később részt vett az első pay-per-view eseményén, a Survivor Seriesen, ahol The Miz csapatával győzni tudott. Nem sokkal később az első számú kihívó lett John Cena WWE Bajnoki címéért. A TLC (Tables, Ladders and Chairs) nevű pay-per-view gálán pedig meg is szerezte az övet, és az első ír lett, aki WWE Bajnoknak mondhatja magát. Február 21-én, az Elimination Chamber pay-per-view eseményen elvesztette a bajnoki címét miután Triple H kiejtette őt. Majd a WrestleMania XXVI-on Sheamus vesztett Triple H ellen. Ezután az Extreme Rules-on megtámadta, majd később le is győzte, sőt sérülést is okozott Triple H-nek, aki 10 hónap pihenőre kényszerült.
Június 20-án a Fatal 4-Wayen visszaszerezte a WWE Bajnoki övet. A Night of Champions nevű PPV gálán elvesztette az övet, mivel Randy Orton legyőzte.
Február 28-án Triple H visszatért és bosszút állt a 10 hónapos kihagyása miatt. Egy Daniel Bryan elleni vereség után a visszavágón megszerezte Daniel Bryan WWE U.S. Bajnoki címét.

### SmackDown; World Heavyweight Champion 2011-2012
2011-ben Sheamus átkerült a SmackDown-ra. Kofi Kingston elnyerte az országos bajnoki címet, és Sheamus nem tudott nyerni Randy Orton ellen egy World Heavyweight Championship címmeccsen. Ezek után egy 14 meccses győzelmi széria következett, majd egy vereség után egy újabb 12 meccses győzelmi sorozat. Sheamus megnyerte a Royal Rumble 2012-t, így biztossá tette helyét a WrestleMania XXVIII-on. Ezen a gálán 18 másodperc alatt elnyerte Daniel Bryan World Heavyweight Champion címét, majd a következő PPV-n, az Extreme Rules-on megvédte címét.

### Viszály a The Shield-el (2012)
Egy 2012-es WWE adáson a Survivol Series-en feltűnt The Shield nevű alakulat megtámadta Sheamust. 2013-ban indult a Royal Rumble meccsen, ahol csak John Cena (a későbbi győztes) és Ryback maradt a ringben nála is tovább. Az Elimination Chamber-en John Cena-val és Ryback-kel kiáll a The Shield ellen egy 6 fős Tag Team meccsen. Ezen a meccsen a The Shield legyőzi a pankrátoróriásokból álló triót. A Wrestlemania XXIX-en Randy Orton és The Big Show oldalán szintén egy 6 fős Tag Team meccsen áll ki a The Shield ellen ahol ismét vereséget szenved. A meccs után The Big Show kioszt neki és Randy Orton-nak egy K.O. ütést. Az ezt követő hetekben Randy Orton-nal viszályt folytatnak The Big Show-val szemben, aminek csúcspontja az Extreme Rules-on egy Randy Orton vs. The Big Show Extreme Rules meccs. Ezen a PPV-n Sheamus Mark Henry ellen egy Strap meccsen küzd meg, amelyet meg is nyer.

### 2013-as sérülés, face turn
A WWE hivatalos oldalán megjelent egy hír, amelyen bejelentették, hogy Sheamus bal válla súlyosan megsérült a Money in the Bank gálán és mivel azóta nem ment pihenőre ezért ez a sérülés tovább súlyosbodott. A sérülést RVD okozta, amikor lerántotta őt a létráról, és Sheamus ráesett a bal vállára. A WWE oldalán négy és hat hónap között jósolták a kelta harcos visszatérését. Sheamus hamarosan átesett első vállműtétjén. Ezt a hírt még július 8-án közölte a WWE hivatalos szervezete. 2014. január 26-án tért vissza a Royal Rumble-n, amit nem sikerült megnyernie. Ezután Cesaro-val és Paul Heyman-el keveredett egy rövid viszályba. Május 5-én, a RAW-on megnyerte a United States bajnoki címet. Többször összecsapott Cesaro-val és a The Miz-el, de sikeresen megvédi a címét. November 3-án, Rusev ellen végül elbukja, és megint lesérül.

### Heel turn (2015-)
Sérüléséből 2015. március 30-án tért vissza a RAW-on, ám a külseje drasztikusan megváltozott (fonott szakáll, tarajos haj), és új bevonuló zenét is kapott. Megtámadta Daniel Bryan-t és Dolph Ziggler-t, így ahogy azt már sejteni lehetett, gonosz (heel) karakterként tért vissza. Ennek eredményeképpp Ziggler ellen viszályba keveredett, majd a Payback-en és az Extreme Rules-en is összecsaptak. Az Elimination Chamber-en indult az interkontinentális övért folyó harcban, ám nem sikerült megnyernie. 2015. június 14-én viszont megnyerte a Money in the Bank létrameccsett, s vele együtt azt a táskát, amit bárhol és bármikor beválthat egy címmeccsre. Ezután viszályba keveredett Randy Ortonnal, mivel megakadályozta őt a táska beváltásában. A Battleground-on veszített ellene, viszont a SummerSlam-en Sheamus nyert. November 22-én, a Survivor Series-en beváltotta a "MIB" táskát Roman Reigns ellen, így ő lett az új WWE nehézsúlyú világbajnok. December 14-én, a RAW-on Reigns kapott egy visszavágot, amit megnyert, így Sheamus elvesztette az övet.

## A pankrációban
- Befejező mozdulatai
  - Brogue Kick
  - Celtic Cross
  - Irish Curse
  - Fehér zaj (White Noise)
- Gyakran használt mozdulatai
  - Cloverleaf
  - Double axe handle
  - Fallaway slam
  - Front powerslam
  - Inverted facelock backbreaker
  - Knee lift, sometimes to a rope hung opponent
  - Repeated forearm clubs to an opponent's chest
  - Repeated knee drops to an opponent's head
  - Rolling fireman's carry slam
  - Slingshot
  - Short-arm clothesline
- Bevonuló zenéi
  - "The Irish Curse" Alan Doyle-tól
  - "Written in My Face" előadó: Sean Jenness, szerző: Jim Johnston (2009. június 30. – 2015. március 30. között)
  - CFO$ - Hellfire (2015. április 2.– napjainkig)

## Eredményei
FCW Florida Heavyweight Championship (1x)
- 2008.09.18.: Live event-en, Tampa-ban.

IWW International Heavyweight Championship (2x)
WWE United States Championship (2x)
- 2011.03.14.: RAW-on nyer.
- 2014.05.05.: RAW-on megnyer egy 20 emberes Battle Royal meccset.

World Heavyweight Championship (1x)
- 2012.04.01.: WrestleMania XXVIII-en legyőzi Daniel Bryan-t.

WWE Championship (3x)
- 2009.12.13.: John Cena-t győzi le a TLC-n.
- 2010.06.20.: John Cena-t, Randy Orton-t és Edge-t legyőzi a Fatal 4-Way-en.
- 2015.11.22.: Roman Reigns ellen beváltotta a MIB táskát a Survivor Series-en.

King of the Ring győzelem (1x)
- 2010.11.29.: John Morrison-t veri meg a fináléban.

Money in the Bank győzelem (1x)
- 2015.06.14.: Megnyeri a Money in the Bank létrameccset Neville, Roman Reigns, Randy Orton, Kofi Kingston, Kane és Dolph Ziggler ellen.

Royal Rumble győzelem (1x)
- 2012.01.29.: Megnyeri a 30 emberes Royal Rumble meccset. A fináléban Chris Jericho-t ejti ki.

## Fordítás
Ez a szócikk részben vagy egészben  a   Sheamus című angol Wikipédia-szócikk fordításán alapul.  Az eredeti cikk szerkesztőit annak laptörténete sorolja fel. Ez a jelzés csupán a megfogalmazás eredetét és a szerzői jogokat jelzi, nem szolgál a cikkben szereplő információk forrásmegjelöléseként.